# Atimura ancipitalis
Atimura ancipitalis es una especie de escarabajo del género Atimura, familia Cerambycidae. Fue descrita científicamente por Holzschuh en 2010.
Se distribuye por Tailandia. Posee una longitud corporal de 7-7,2 milímetros. El período de vuelo de esta especie ocurre únicamente en el mes de febrero.